# Arquivos do Museu Nacional
Arquivos do Museu Nacional (anteriormente Archivos do Museu Nacional; ISSN: 0365-4508) é a mais antiga revista científica do Brasil. Seu primeiro número foi publicado em 1876. O jornal é editado e publicado trimestralmente (Março, junho, setembro e dezembro) pelo Museu Nacional do Brasil e pela Universidade Federal do Rio de Janeiro. O periódico cobre antropologia, arqueologia, botânica, geologia, paleontologia e zoologia.

## Ligação externa
- Sítio oficial